# Subaru Impreza WRC
La Subaru Impreza WRC è una vettura da rally che ha partecipato al campionato del mondo dal 1993 al 2008.

## Subaru Impreza 555

Impreza 555 anno 1994

L'esordio della Impreza nel mondo dei rally avvenne nel 1993. La Legacy RS, sua "antenata", era infatti divenuta poco competitiva rispetto alle avversarie Ford Escort Cosworth e Toyota Celica ST185 e il Subaru World Rally Team, il reparto corse della casa delle Pleiadi, incaricò quindi la Prodrive di preparare la nuova Subaru Impreza secondo i regolamenti del Gruppo A. La vettura fu denominata "555" per via dello sponsor dell'epoca.
Il suo debutto avvenne nel Rally di Finlandia con Ari Vatanen, Markku Alén e Colin McRae come piloti. Le restanti gare del 1993 furono utilizzate come gare test in vista delle stagioni successive.
Nel 1994 la competitività dimostrata dalla vettura attirò alla corte del team inglese un campione come Carlos Sainz, come compagno di squadra dello spagnolo la Subaru confermò Colin McRae.
La prima vittoria arrivò nell'Acropolis Rally 1994 grazie a Carlos Sainz. Il pilota spagnolo disputò una grande stagione perdendo il titolo soltanto all'ultima gara dopo un gran duello con la Toyota di Didier Auriol. In quella stagione le vittorie totali della Subaru furono 3, oltre alla vittoria di Sainz in Grecia arrivarono infatti le vittorie di McRae in Nuova Zelanda e Inghilterra.
Nel 1995 vennero riconfermati Mcrae e Sainz, mentre una terza vettura venne schierata per Richard Burns nelle gare sterrate e per Piero Liatti in quelle su asfalto.
La stagione fu entusiasmante ed entrambi i piloti di punta lottarono per il mondiale, ottenendo complessivamente 5 vittorie in 8 gare (tre di Sainz e due di McRae). Il titolo fu vinto proprio da Colin McRae che sconfisse in volata Sainz all'ultima gara. Subaru vinse a fine stagione il suo primo titolo costruttori, anche grazie alla squalifica della Toyota.
La stagione successiva Sainz passò alla Ford, mentre in Subaru, a sostegno di McRae vennero scelti lo svedese Kenneth Eriksson e Piero Liatti.
McRae ottenne 3 vittorie che però, con altrettanti incidenti, non bastarono a conquistare in titolo, che venne vinto da Tommi Mäkinen su Mitsubishi. Questo non impedì però a Subaru di vincere il secondo titolo costruttori consecutivo.

## Subaru Impreza WRC 22B

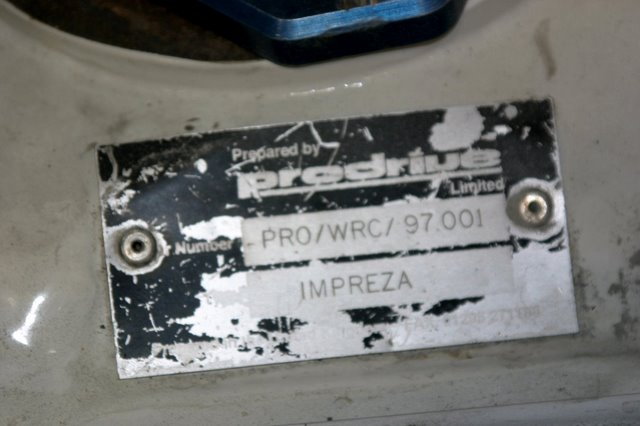
Impreza WRC97 primo esemplare

### Vettura

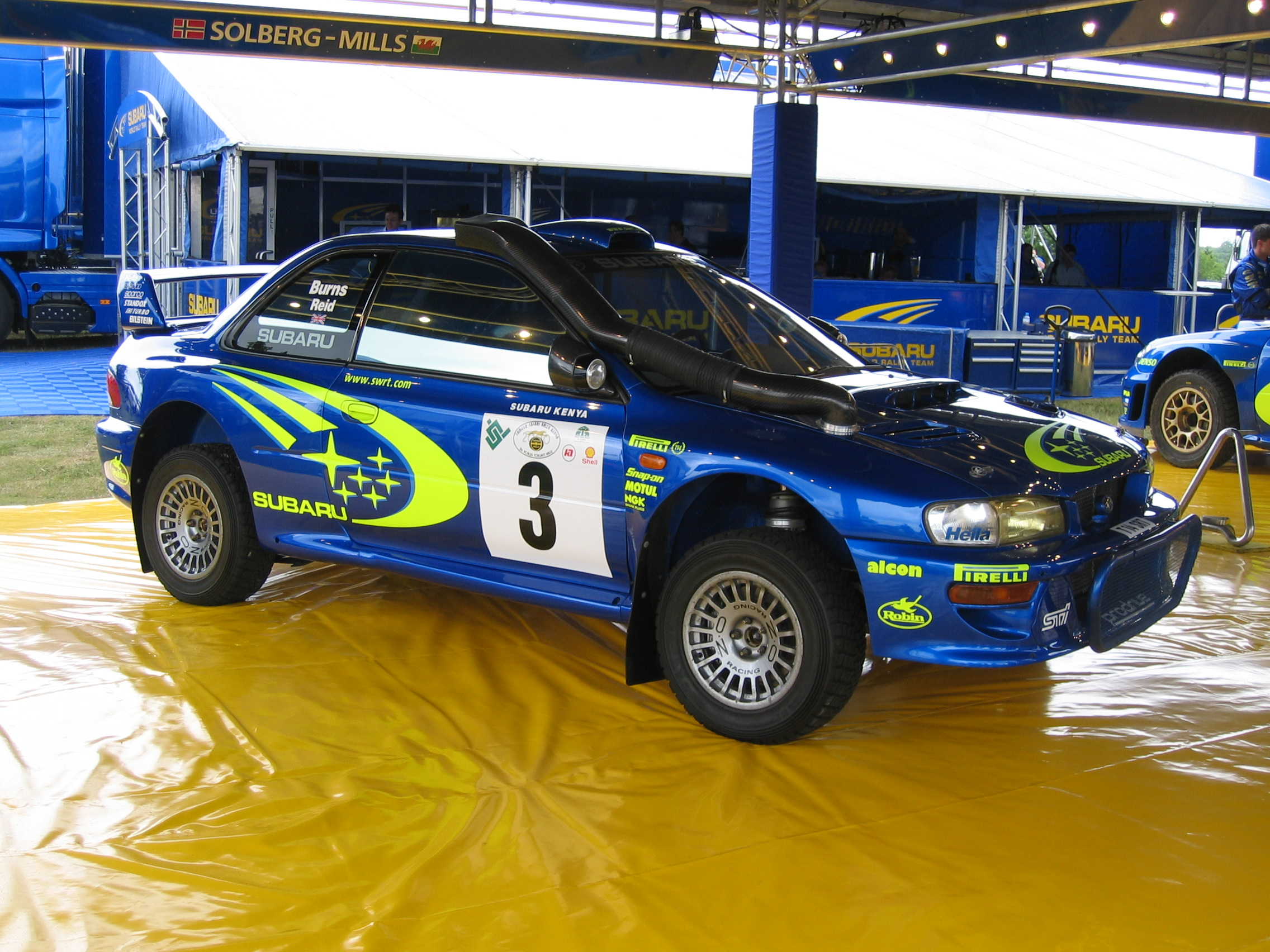
Impreza P2000

Nel 1997, a causa dei mutati regolamenti riguardanti le vetture nel Campionato del mondo rally, l'Impreza 555 abbandonò le scene in favore della diretta sostituta, denominata Impreza WRC97 (nome in codice 22B). In verità il modello di base è sempre lo stesso, ma grazie ai nuovi regolamenti, che richiedono un target più basso in quanto a numero di esemplari stradali venduti per poter far partecipare la vettura al campionato, e non richiedono che la vettura sia strettamente derivata da quella di serie, Subaru decide di impiegare una versione coupé (costruita a tiratura limitata).

#### Stagione 1997
I piloti per la stagione 1997 sono gli stessi della stagione precedente, ovvero Mcrae, Eriksson e Liatti (gli ultimi due alternati nelle gare su terra e asfalto)
La WRC97 si presenta subito come estremamente competitiva, nelle prime tre gare Liatti, Eriksson e McRae vincono rispettivamente a Montecarlo, in Svezia e in Kenya. Nelle restanti gare della stagione arriveranno altre 5 vittorie (quattro per McRae e una per Eriksson) che permetteranno a Subaru di conquistare, per il terzo anno di fila, il campionato costruttori, ma non quello piloti, che McRae perse per un solo punto contro Tommi Mäkinen.

#### Stagione 1998
L'anno successivo la Subaru schiera Mcrae e Liatti come piloti titolari mentre, durante la stagione, alcune Impreza ufficiali vengono affidate a Kenneth Eriksson, Jarmo Kytolehto, Juha Kangas, Alister McRae e Ari Vatanen.
La vettura però sembra aver perso competitività, surclassata dalle nuove Toyota Corolla WRC e Mitsubishi Lancer Evo V. Complice anche la forma non proprio ottimale di Liatti e qualche problema tecnico di troppo, la Subaru, dopo 3 anni consecutivi, passa dal primo al terzo posto in classifica costruttori, superata da Mitsubishi e Toyota. Nella classifica piloti invece McRae lotta fino al penultimo rally della stagione, dove però con il quarto posto fu tagliato fuori dalla lotta per il titolo.

#### Stagione 1999
Il 1999 per la Subaru è un anno di cambiamenti: Mcrae e Liatti lasciano la squadra per far posto a Richard Burns e a Juha Kankkunen, mentre una terza Impreza viene schierata per Bruno Thiry nelle gare su asfalto.
Subaru ottiene 5 vittorie (3 di Burns e 2 di Kankkunen), ma in classifica costruttori arriva al 2º posto, a soli 4 punti dalla Toyota.
Il finale di stagione di Burns è comunque incoraggiante in vista della stagione successiva. l'inglese infatti è in lotta per il titolo fino al penultimo rally, quello d'Australia, dove anche se Burns vinse, Mäkinen arrivò terzo vincendo il titolo.

#### Stagione 2000
Nel 2000 esordisce un'evoluzione della vettura denominata P2000. Questa si presenta rinnovata per l'80% dei componenti rispetto alla precedente ed è realizzata considerando già gli sviluppi che caratterizzeranno la futura 44S del 2001. Il tecnico responsabile della vettura è il belga Christian Loriaux, che in seguito diverrà la mente dietro ai successi della Ford nel WRC. Per chi oggi vuol distinguere una P2000 dalle precedenti versioni, può facilmente individuare i due grossi sfoghi d'aria situati sul cofano anteriore, assenti precedentemente.
Vengono confermati Burns e Kankkunen, durante l'anno parteciperanno a qualche gara anche Simon Jean-Joseph, Petter Solberg e Markko Martin.
Il rinnovamento della vettura si dimostra proficui e Burns disputa una grande stagione, ottenendo ben quattro vittorie e perdendo il titolo solamente all'ultima gara a favore di Marcus Gronholm. Anche nella classifica costruttori la Subaru ottiene un buon terzo posto alle spalle di Peugeot e Ford.

## Subaru Impreza 44S

### Impreza WRC2001 (Prodrive S7)

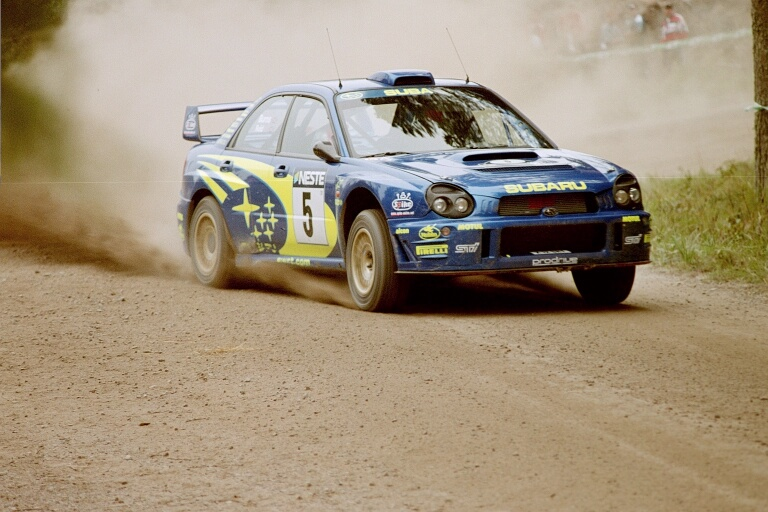
Impreza WRC 44S anno 2001

In concomitanza con la presentazione della seconda generazione dell'Impreza (codice GD), la WRC2001 ricevette una carrozzeria completamente nuova. Questa non differiva solo nel design, ma segnava anche il ritorno, da parte di Subaru, all'utilizzo di una berlina a 4 porte dopo quattro anni di impiego dell'Impreza versione coupé. Nacque quindi la nuova generazione di Impreza WRC, quella che va sotto il nome in codice di 44S. Primo esemplare di questa specie fu appunto la WRC2001, auto che nel team Prodrive prende il nome di S7.
Per quanto concerne il lato tecnico, furono gli stessi tecnici Subaru a sottolineare quanto profondo fosse il carry-over tecnico compiuto dalla P2000 alla WRC2001. La P2000, di fatto, presentava gran parte delle evoluzioni tecnologiche che caratterizzarono la nuova 44S. A causa della nuova carrozzeria, il punto sul quale gli ingegneri dovettero concentrarsi maggiormente fu rappresentato essenzialmente dalla nuova distribuzione dei pesi, che richiese un nuovo studio capace di ridurre al minimo il momento di inerzia della vettura (in maniera da conferirle la maggior reattività possibile nella guida sul misto) e di abbassare quanto possibile il centro di gravità della stessa (così da diminuirne al minimo il rollio in curva).
La P2000 aveva dimostrato un'ottima competitività, tanto da poter essere considerata la miglior Impreza WRC mai costruita. Eppure la 44S non riuscì a raccogliere gli stessi successi della vettura precedente. Nella prima metà della stagione la WRC2001 accusò una serie di guasti tecnici che minarono il successo del campionato. Fortunatamente questi guai furono, almeno in parte, risolti e l'anno poté risolversi con un quarto posto in classifica costruttori, a pochi punti dal podio (composto da Ford, Peugeot e Mitsubishi) e con la vittoria, seppur apparsa alquanto fortunosa, del titolo piloti con al volante Richard Burns.

#### Stagione 2001
Le vetture schierate da Subaru per la stagione 2001 sono addirittura quattro: oltre alla conferma di Richard Burns, Subaru decide di far disputare un programma completo a Petter Solberg e uno ridotto a Markko Martin e al nuovo arrivato Toshihiro Arai.
Nella prima parte di campionato i numerosi problemi tecnici sembrarono inabissare le pretese del Subaru World Rally Team il quale, all'inizio della stagione, si presentava come il maggior aspirante al titolo costruttori. Ma a partire dal Rally di Argentina le cose cominciarono a migliorare: Burns/Reid finirono secondi e conquistarono altri quattro secondi posti nel corso della restante parte del campionato, più una vittoria nel Rally di Nuova Zelanda; abbastanza per conquistare il titolo di campioni del mondo piloti. Ma per capire quanto sul filo del rasoio sia stata questa vittoria, basta dare uno sguardo all'ultimo appuntamento della stagione: quattro piloti arrivarono al Rally di Gran Bretagna con la possibilità matematica di vincere il titolo (Carlos Sainz, Tommi Mäkinen, Colin McRae e Richard Burns) e di questi Burns era quello con le minori chance. Poi l'imprevedibile: Burns/Reid arrivarono solo terzi, ma gli altri tre contendenti si ritirarono tutti. Finale: Mäkinen terzo con 41 punti, McRae secondo con 42, Burns primo con 44, ossia un titolo conquistato con una sola vittoria e con il punteggio più basso nella storia nel Campionato Mondiale Rally. Finale positivo per Burns, ma con qualche magone di troppo, tanto che alla fine del campionato il pilota decise di lasciare Subaru per approdare alla Peugeot.
Subaru invece non ebbe la stessa fortuna: il campionato per lei si risolse con un misero quarto posto (su sei partecipanti) che non rendeva il minimo onore alle aspettative iniziali della scuderia.

### Impreza WRC2002 (Prodrive S8)
La WRC2002 (nome in codice S8 per Prodrive) fece la prima comparsa al terzo evento del campionato 2002 (il Tour de Corse), succedendo quindi al precedente modello. Praticamente identica alla WRC2001 all'esterno è riconoscibile da quest'ultima per un piccolo particolare: la lama sotto al paraurti anteriore lascia il carbonio per abbracciare la vetroresina. Al di là di questo, si può al più notare la scomparsa della presa d'aria sul tetto dopo il Round 8 (il Safari Rally). A seconda del rally affrontato, la livrea fa uso del vecchio sponsor 555 (che fa il proprio ritorno dopo 5 anni) oppure della classiche 6 stelle del logo Subaru.
Per quanto concerne la tecnica del veicolo, vanno notate le modifiche ai condotti di scappamento, al volano e al turbo apportate per incrementare la coppia tra i 4500 e i 5000 giri al minuto. L'albero motore, il vano motore e la colonna dello sterzo sono stati sviluppati ed irrigiditi così da alleggerire la macchina e migliorarne la guidabilità.

#### Stagione 2002
Nel 2002, Tommi Mäkinen, quattro volte campione del mondo al volante della Mitsubishi, affiancò Petter Solberg all'interno del team Subaru. Anche all'inizio del 2002 le aspettative furono quindi molto alte, aspettative che, al primo evento della stagione, sembravano essere confermate in pieno. Difatti Mäkinen, vincitore a Monte Carlo nei tre anni precedenti, portò avanti la sua personale striscia positiva e, dopo una dura battaglia contro il rivale Sébastien Loeb, conquistò la quarta vittoria consecutiva nel piccolo principato. Purtroppo per Subaru, questo si rivelò essere un vero e proprio fuoco di paglia: nelle tre gare successive Mäkinen collezionò ben tre ritiri e, in seguito, il finlandese riuscì ad andare a punti solo al Round 5 a Cipro (terzo posto), al Round 9 in Finlandia (sesto posto), al Round 12 in Australia (terzo posto) e all'ultimo evento in Gran Bretagna (quarto posto). Fu così che Mäkinen raccolse un totale di soli 22 punti capaci di portarlo ad un modesto ottavo posto; una vera disfatta per un pilota che ad inizio anno coltivava la conquista del titolo mondiale.
D'altro canto furono ben più positivi i risultati del suo compagno di squadra Petter Solberg: oltre a numerosi buoni piazzamenti nel corso della stagione, Solberg riuscì a conquistare la sua prima vittoria nel WRC proprio all'ultima tappa del campionato e questo gli permise di agguantare il secondo posto in classifica.
Poco spazio fu lasciato poi ad altri due piloti che presero parte al team Subaru nel corso del 2002: Toshiro Arai prese parte a soli tre eventi (collezionando un 13º, un 14º posto e un ritiro) e Achim Mortl partecipò a due soli rally (raccogliendo due mesti ritiri).
Subaru, dal canto suo, niente poté nei confronti di Peugeot e Ford e dovette accontentarsi di un semplice terzo posto in campionato che non racconta niente, per l'ennesima volta, di quelle che erano le attese del team all'inizio della stagione.

### Impreza WRC2003 (Prodrive S9)

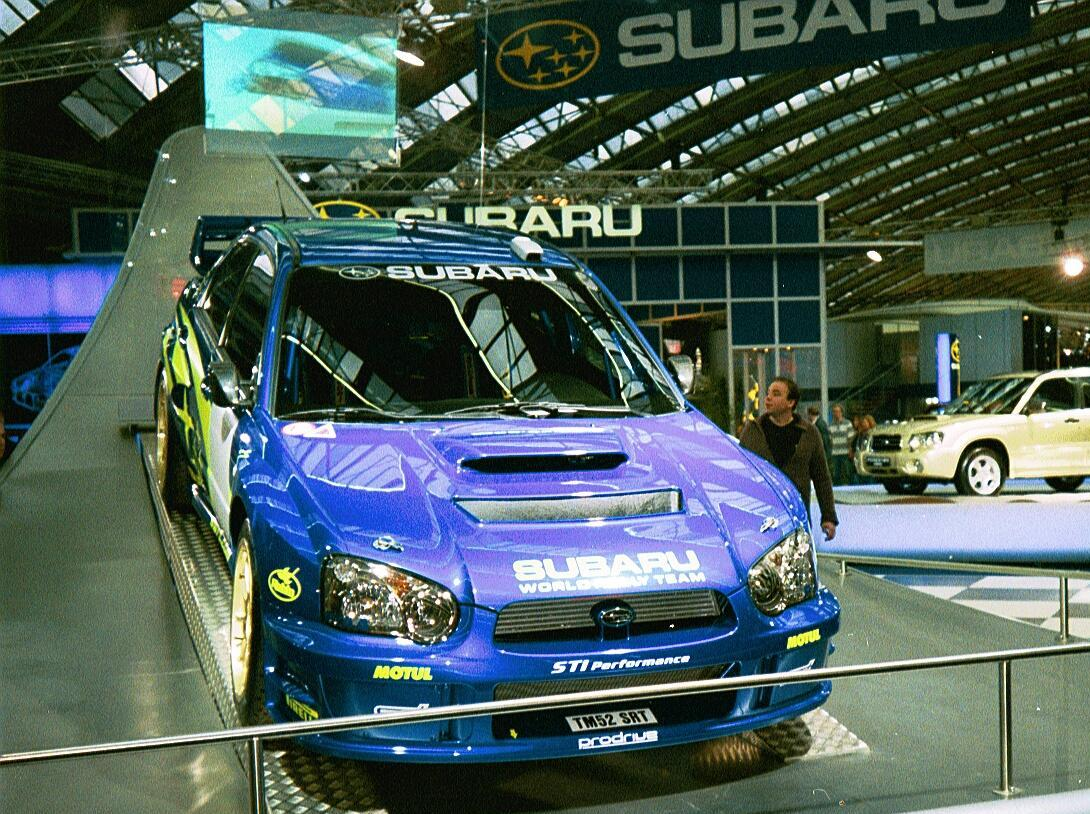
Impreza WRC2003

In seguito all'introduzione del restyling dell'Impreza avvenuta nell'ottobre del 2002, anche la versione WRC si rinnovò ed abbandonò i fari tondi in favore di una nuova soluzione stilistica con fari anteriori simil-rettangolari.
La WRC2003, del resto, fu un'auto ulteriormente affinata: l'aerodinamica beneficiò di un nuovo paraurti anteriore e di una nuova ala posteriore dotata di deflettori longitudinali capaci di convogliare al meglio il flusso d'aria dietro la vettura; il telaio venne irrigidito e le modifiche al motore migliorarono la coppia ai medi e bassi giri motore. Difatti, la potenza massima del motore rimase inalterata sui 300 CV, ma la coppia massima fece un enorme salto in avanti passando dai 48 kgm a 4000 rpm della WRC2002 ai ben 60 kgm (allo stesso numero di giri motore) della WRC2003; un incremento significativo che si tramutò in migliori doti di accelerazione e ripresa.

#### Stagione 2003

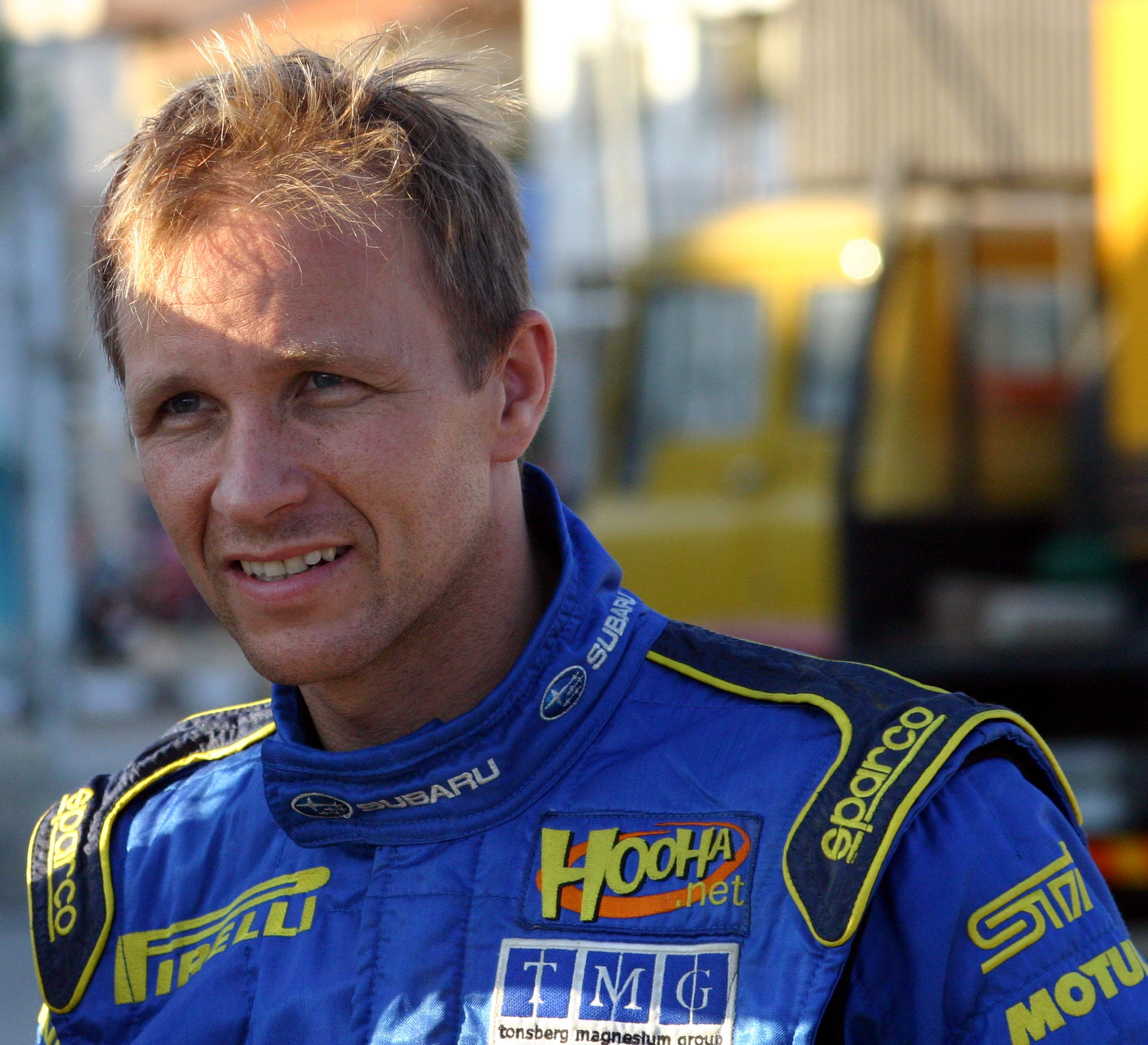
Petter Solberg campione del mondo 2003

Nel 2003 la Subaru riuscì a riconquistare il campionato del mondo piloti con Petter Solberg.
Petter iniziò la stagione in sordina, ma vinse in estate il Rally di Cipro, ed il Rally di Australia a settembre, dopo un bellissimo duello con il rivale di tutta una stagione Sébastien Loeb durato per l'intera gara. In autunno giunse poi la sorprendente vittoria in Corsica, seguita da quella decisiva al Rally del Galles, con la quale si è laureato campione del mondo.
In realtà la stagione fu abbastanza travagliata e il tutto si risolse all'ultima gara con un distacco in classifica di un solo punto. Inoltre, non è sbagliato pensare che la vittoria del norvegese debba essere attribuita maggiormente alle gomme Pirelli e ai problemi incontrati dalla Citroën negli ultimi tre o quattro eventi, inclusa la strategia del team francese per la conquista del titolo. Raramente si è visto un pilota beneficiare di così tanti eventi fortunati. Basti pensare che al terzultimo rally, il Tour de Corse, un enorme nubifragio si abbatté sull'isola e solo Subaru aveva gomme idonee. Così, dopo una partenza disastrosa con un incidente durante lo shakedown, Solberg vinse la gara mentre il suo diretto avversario Loeb uscì di strada; al penultimo evento, il Rally de Cataluñya y Costa Brava, Loeb perse la leadership della gara durante l'ultima speciale a favore di Gilles Panizzi per colpa di una scelta sbagliata delle gomme e Sainz venne ritardato da un guaio elettronico così che Solberg riuscì a prendere 4 punti insperati; all'ultimo evento, il Wales Rally GB (il vecchio RAC), Sainz dovette ritirarsi al primo stage quando la videocamera posta a bordo prese fuoco e Citroën disse a Loeb di rallentare per cercare di salvaguardare il titolo costruttori che veniva insidiato da Peugeot. Solberg poté così vincere anche l'ultimo rally e portare a casa la corona di campione del mondo piloti.
Solberg divenne così il terzo pilota, a bordo di una Subaru, a conquistare il titolo dopo Colin McRae e Richard Burns.
Il suo compagno di squadra Tommi Mäkinen, colui sul quale erano concentrate le maggiori aspettative, finì invece la stagione con un modesto nono posto in classifica. Fu con questo retroscena che maturò la decisione del finlandese di abbandonare la scena del rally mondiale dopo diciassette anni di carriera e ben quattro titoli mondiali.
Subaru finì il campionato costruttori con un buon terzo posto dietro alle due rivali francesi (inarrivabili al tempo) e davanti ad una Ford in crescita, detentrice di ottime potenzialità per gli anni a venire.

### Stagioni 2004-2007
Nel Campionato del mondo rally 2004 Solberg viene affiancato dal finlandese Mikko Hirvonen e dal suo copilota Jarmo Lehtinen. Subaru conquista il terzo posto nel mondiale costruttori, mentre Solberg arriva secondo nel mondiale piloti grazie a cinque vittorie ottenute in Nuova Zelanda, Grecia, Giappone, Italia e la terza vittoria consecutiva al Rally di Galles. Hirvonen invece non riesce ad andare oltre la settima piazza in campionato e questo gli costa il mancato rinnovo del contratto per la stagione del 2005. Subaru ottenne il terzo posto su 5 costruttori dietro a Citroën e Ford.
Nel Campionato del mondo rally 2005 Solberg si è ormai conquistato il primo posto in squadra e accanto a lui viene stavolta ingaggiato Chris Atkinson. Dopo una prima parte di campionato molto promettente, anche quest'anno Solberg deve comunque accontentarsi del secondo posto dietro a Loeb e per di più a pari merito con Marcus Grönholm. Per quanto riguarda la classifica costruttori, Subaru raggiunge un misero quarto posto in una classifica in cui compaiono solo sei costruttori.
Nel 2006 vennero riconfermati gli stessi piloti, e nonostante la scuderia concluse al terzo posto dietro a Ford e Citroën su 6 partecipanti, l'annata si rivelò avara di risultati e la Subaru non riuscì ad aggiudicarsi alcuna gara. Solberg concluse il campionato al 6º posto, Atkinson fu 10º.
Anche nel 2007 la situazione non cambiò e le Ford e Citroën furono inarrivabili nel corso della stagione. Subaru concluse al 3º posto nei costruttori, mentre Solberg arrivò 5º nella classifica piloti, Atkinson fu 7º. Inoltre per il secondo anno consecutivo la Subaru non riuscì a vincere alcuna gara.

## Subaru Impreza S14
L'Impreza WRC2008 ha fatto il proprio ingresso nel Campionato del mondo rally 2008 al Rally dell'Acropoli con il secondo posto di Petter Solberg.

### Stagione 2008 e il ritiro
Il 2008 vide la Subaru concludere per l'ennesima volta al 3º posto nella classifica costruttori ma senza riuscire a vincere nessuna gara. Anche nel campionato piloti 
il risultato fu più o meno uguale a quello delle stagioni precedente: Atkinson concluse 5º, 
Solberg 6º. A causa degli scarsi risultati degli ultimi anni e della crisi mondiale in diffusione, al termine della stagione la Subaru decise di abbandonare il WRC, e di conseguenza la Subaru Impreza WRC si ritirò dal campionato, dopo una presenza lunga 16 stagioni.